# Campeonato Mundial de Triatlón de 2017
El XXIX Campeonato Mundial de Triatlón es una serie de nueve competiciones donde la Gran Final se celebró en Róterdam (Países Bajos) del 14 al 17 de septiembre de 2017. Fue realizado bajo la organización de la Unión Internacional de Triatlón (ITU).

## Etapas
| Fecha                 | Lugar                              | Tipo       |
| --------------------- | ---------------------------------- | ---------- |
| 3 – 4 de marzo        | Abu Dabi ( Emiratos Árabes Unidos) | Estándar   |
| 8 – 9 de abril        | Gold Coast ( Australia)            | Sprint     |
| 13 – 14 de mayo       | Yokohama ( Japón)                  | Estándar   |
| 10 – 11 de junio      | Leeds ( Reino Unido)               | Estándar   |
| 15 – 16 de julio      | Hamburgo ( Alemania)               | Sprint     |
| 28 – 30 de julio      | Edmonton ( Canadá)                 | Sprint     |
| 5 – 6 de agosto       | Montreal ( Canadá)                 | Estándar   |
| 26 – 27 de agosto     | Estocolmo ( Suecia)                | Estándar   |
| 14 – 17 de septiembre | Róterdam ( Países Bajos)           | Gran Final |

## Resultados

### Medallistas
| Evento    | Oro                             | Plata                                  | Bronce                                     |
| --------- | ------------------------------- | -------------------------------------- | ------------------------------------------ |
| Masculino | Mario Mola · España · 4728 pts. | Javier Gómez Noya · España · 4311 pts. | Kristian Blummenfelt · Noruega · 4281 pts. |
| Femenino  | Flora Duffy Bermudas 5200 pts.  | Ashleigh Gentle Australia 4320 pts.    | Katie Zaferes Estados Unidos 4302 pts.     |

### Masculino
| Evento     | Oro                           | Plata                          | Bronce                         |
| ---------- | ----------------------------- | ------------------------------ | ------------------------------ |
| Abu Dabi   | Javier Gómez Noya · España    | Thomas Bishop Reino Unido      | Vincent Luis Francia           |
| Gold Coast | Mario Mola · España           | Richard Murray Sudáfrica       | Fernando Alarza · España       |
| Yokohama   | Mario Mola · España           | Fernando Alarza · España       | Kristian Blummenfelt · Noruega |
| Leeds      | Alistair Brownlee Reino Unido | Jonathan Brownlee Reino Unido  | Fernando Alarza · España       |
| Hamburgo   | Mario Mola · España           | Jacob Birtwhistle Australia    | Ryan Sissons Nueva Zelanda     |
| Edmonton   | Mario Mola · España           | Jacob Birtwhistle Australia    | Richard Murray Sudáfrica       |
| Montreal   | Javier Gómez Noya · España    | Kristian Blummenfelt · Noruega | Richard Murray Sudáfrica       |
| Estocolmo  | Jonathan Brownlee Reino Unido | Kristian Blummenfelt · Noruega | Pierre Le Corre Francia        |
| Róterdam   | Vincent Luis Francia          | Kristian Blummenfelt · Noruega | Mario Mola · España            |

### Femenino
| Evento     | Oro                         | Plata                         | Bronce                        |
| ---------- | --------------------------- | ----------------------------- | ----------------------------- |
| Abu Dabi   | Andrea Hewitt Nueva Zelanda | Jodie Stimpson Reino Unido    | Sara Vilic · Austria          |
| Gold Coast | Andrea Hewitt Nueva Zelanda | Ashleigh Gentle Australia     | Juri Ide Japón                |
| Yokohama   | Flora Duffy Bermudas        | Katie Zaferes Estados Unidos  | Kirsten Kasper Estados Unidos |
| Leeds      | Flora Duffy Bermudas        | Taylor Spivey Estados Unidos  | Alice Betto · Italia          |
| Hamburgo   | Flora Duffy Bermudas        | Ashleigh Gentle Australia     | Laura Lindemann · Alemania    |
| Edmonton   | Flora Duffy Bermudas        | Taylor Knibb Estados Unidos   | Katie Zaferes Estados Unidos  |
| Montreal   | Ashleigh Gentle Australia   | Flora Duffy Bermudas          | Andrea Hewitt Nueva Zelanda   |
| Estocolmo  | Flora Duffy Bermudas        | Jessica Learmonth Reino Unido | Ashleigh Gentle Australia     |
| Róterdam   | Flora Duffy Bermudas        | Katie Zaferes Estados Unidos  | Jessica Learmonth Reino Unido |

## Medallero
| Núm. | País           | Oro | Plata | Bronce | Total |
| ---- | -------------- | --- | ----- | ------ | ----- |
| 1    | España         | 1   | 1     | 0      | 2     |
| 2    | Bermudas       | 1   | 0     | 0      | 1     |
| 3    | Australia      | 0   | 1     | 0      | 1     |
| 4    | Estados Unidos | 0   | 0     | 1      | 1     |
| 4    | Noruega        | 0   | 0     | 1      | 1     |
|      | TOTAL          | 2   | 2     | 2      | 6     |